# AH1
De Aziatische weg 1 (Engels: Asian Highway 1) is de langste weg van het Asian Highwayproject. De route van 20 557 kilometer begint in Tokio, de hoofdstad van Japan, en leidt via onder andere China, Zuidoost-Azië en India naar Turkije. Aan de Iraans-Turkse grens bij Gürbulak gaat de weg over in de Europese weg 80 (E80). Het eindpunt ligt bij de grens met Bulgarije.

## Route

### Oost-Azië

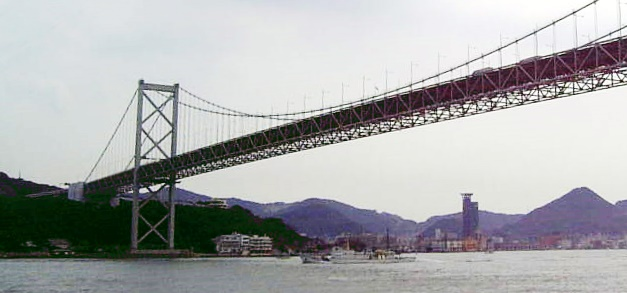
De Kanmonbrug

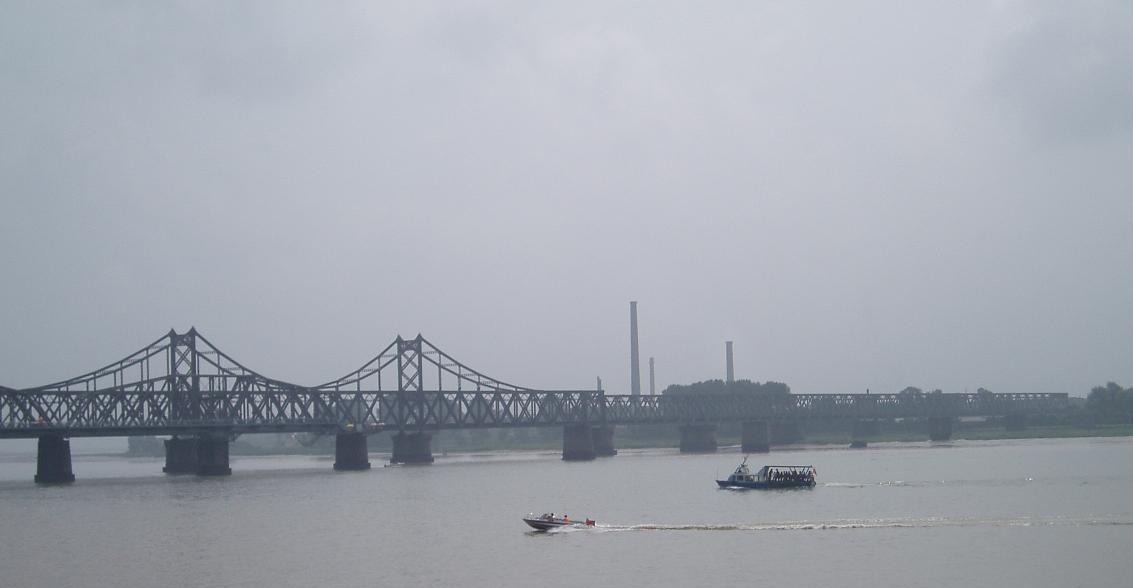
Brug over de rivier de Yalu

De Aziatische weg 1 begint in de Japanse hoofdstad Tokio en gaat daarvandaan in zuidwestelijke richting. De weg passeert de hoogste berg van Japan, de Fuji, en komt langs de steden Nagoya en Osaka. Bij Shimonoseki gaat de AH1 over de Kanmonbrug naar het eiland Kyushu. Daar passeert de weg de stad Kitakyushu en komt hij aan in de kuststad Fukuoka.
Vanaf Fukuoka gaan verschillende veerboten over de Straat Korea naar het vasteland van Azië. De snelste veerboten zijn in drie uur in de Koreaanse stad aan de overkant, Busan. Er zijn plannen voor een tunnel als vervanging voor de veerdiensten, de zogenaamde Japan-Koreatunnel.
Vanaf Busan volgt de AH1 tot de Koreaanse hoofdstad Seoel de Gyeongbu Expressway, daarbij komt de weg onder andere langs de steden Gyeongju, Daegu en Daejeon. Na de hoofdstad volgt de AH1 de nationale snelweg N1 via Paju naar de grens bij Panmunjeom, het dorp waar in 1953 tot het stilleggen van de Koreaoorlog besloten werd. Aan de noordzijde van de zwaar bewaakte en om politieke reden nauwelijks over te steken grens (in feite een bufferzone van vier kilometer breed, genaamd DMZ Korea) ligt het communistische land Noord-Korea. Daar gaat de weg verder in noordelijke richting naar de hoofdstad Pyongyang. Na deze stad vervolgt de AH1 zijn weg in noordoostelijke richting naar de (eveneens zeer moeilijk te passeren) grens met China, bij de plaats Sinuiju. Sinuiju is een plaats waar plannen zijn voor de gedeeltelijke invoering van een markteconomie.
Na de brug over de rivier de Yalu, die de grens tussen China en Noord-Korea vormt, komt de weg door de stad Dandong. Hierna vervolgt de weg zijn route in noordwestelijke richting, naar de miljoenenstad Shenyang. Bij die stad wordt een bocht gemaakt en gaat de AH1 verder in zuidwestelijke richting, recht naar de Chinese hoofdstad Peking. Als Peking geweest is, gaat de AH1 voor meer dan 2300 kilometer in een nagenoeg rechte lijn naar het zuiden. Daarbij worden onder meer de steden Shijiazhuang, Zhengzhou, Xinyang, Wuhan, Changsha en Xiangtan aangedaan voordat de weg aankomt in de stad Guangzhou. Vanaf Guangzhou gaat de hoofdweg verder naar het westen, maar een zijweg gaat, ook onder de naam AH1, naar het zuidoosten. Deze ongeveer 120 kilometer lange weg gaat naar Shenzen, een stad met 12 miljoen inwoners (waarvan slechts 8 miljoen officieel) vlak bij Hongkong.
Zoals gezegd gaat de hoofdweg verder naar het westen, naar de stad Nanning. Vanaf daar voert de weg rechtstreeks naar de grens met Vietnam, bij het grensplaatsje Youyiguan.

### Zuidoost-Azië
De lengte van de AH1 in Vietnam is 2063 kilometer, de weg gaat namelijk helemaal van noord naar zuid door het land. Na de grensovergang in het noorden gaat de weg naar Hanoi, de hoofdstad van het land. Na Hanoi gaat de AH1 langs de Zuid-Chinese Zeekust naar Ho Chi Minhstad in het zuiden. Hierbij worden onder andere de steden Vinh, Dong Ha, Hué, Đà Nẵng, Hội An, Nha Trang en Biên Hòa gepasseerd. Vanaf laatstgenoemde stad is er een ongeveer 80 kilometer lange zijweg naar de kuststad Vũng Tàu, die ook bij de AH1 hoort. Vanaf Ho Chi Minhstad gaat de hoofdroute verder naar het westen, naar buurland Cambodja.
In Cambodja blijft de weg in westelijke richting lopen, naar de hoofdstad Phnom Penh, waar de AH1 de AH11 kruist. Ook na de hoofdstad gaat de weg verder naar het westen, in eerste instantie naar de plaats Poipet, aan de grens met Thailand. Poipet is een stadje met erg veel casino's, aangezien veel mensen uit Thailand in Cambodja komen gokken, omdat het in hun eigen land verboden is. In Thailand gaat de weg via de steden Aranya Prathet en Kabin Buri naar het stadje Bang Pa In. Hiervandaan gaat een zijweg naar de hoofdstad Bangkok en de hoofdroute verder naar het noordwesten. Zowel de zijweg als de hoofdroute worden hier gedeeld met de AH2. Via Nakhon Sawan en Tak gaat de weg nu naar Mae Sot. Bij Tak slaat de AH2 weer af naar het noorden, terwijl de AH1 zijn weg vervolgt in westelijke richting.

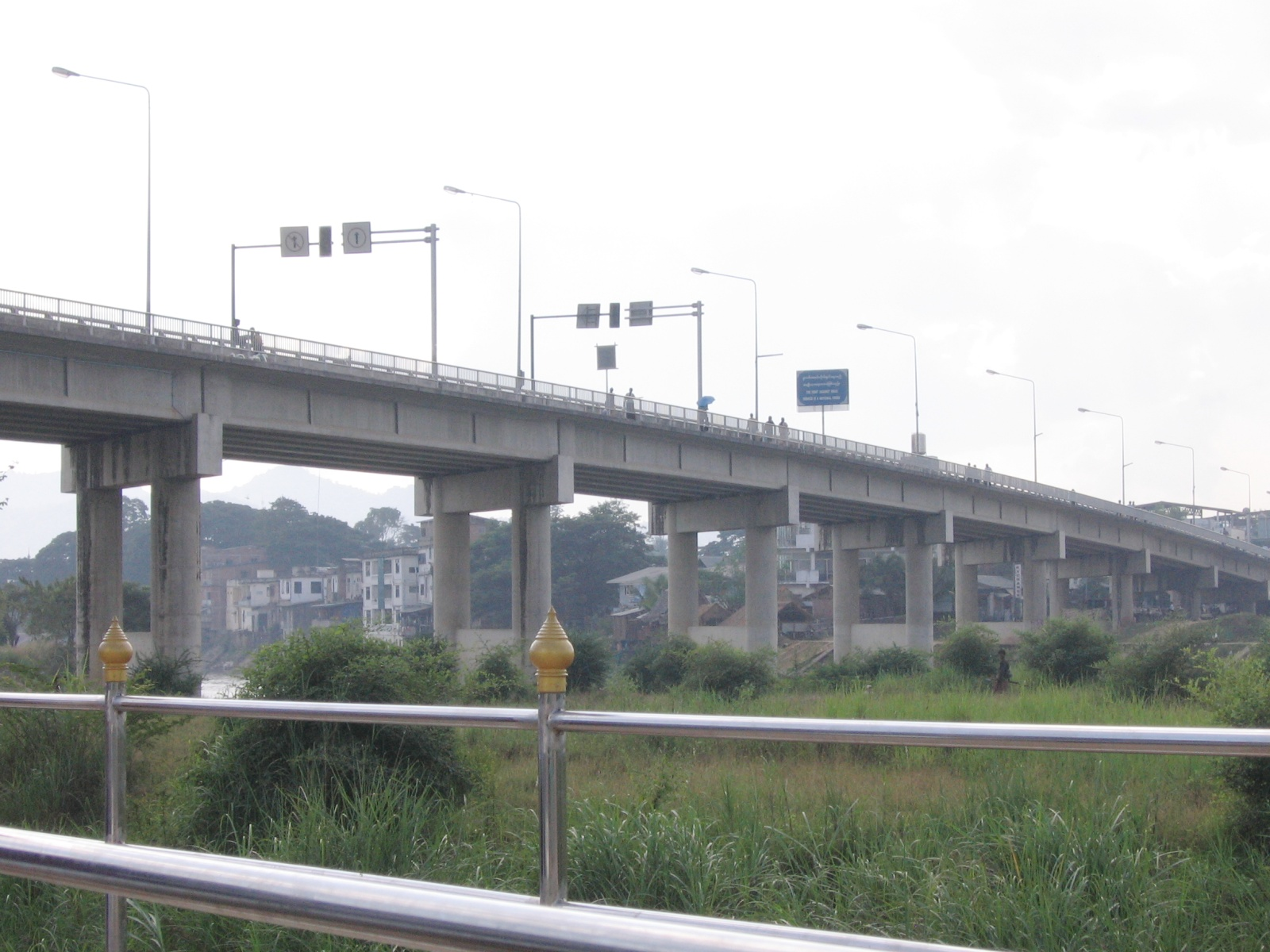
Thai-Myanmar Vriendschapsbrug

Na Mae Sot ligt de grens tussen Thailand en Myanmar. De grensrivier is de Moei, met daarover de Thai-Myanmar Vriendschapsbrug. Aan de westzijde van de grens ligt het stadje Myawadi. Na Myawadi gaat de weg verder naar het westen, naar de plaats Payagyi. daarvandaan splitst de AH1 weer: een zijweg gaat naar het zuiden, naar de voormalige hoofdstad Yangon, de hoofdweg gaat verder naar het noorden, naar Meiktila. Vanaf daar deelt de AH1 zijn weg weer met de AH2. Als één weg gaan de routes verder in de richting van de volgende grote stad, Mandalay, met ongeveer 1.000.000 inwoners. Vervolgens gaat de weg in noordwestelijke richting naar de grens met India, naar de grensstad Tamu. De totale lengte van de AH1 in Myanmar is 1.650 kilometer. Een traject van 214 kilometer hiervan is onverhard (gegevens uit 2002).

### Centraal- en West-Azië

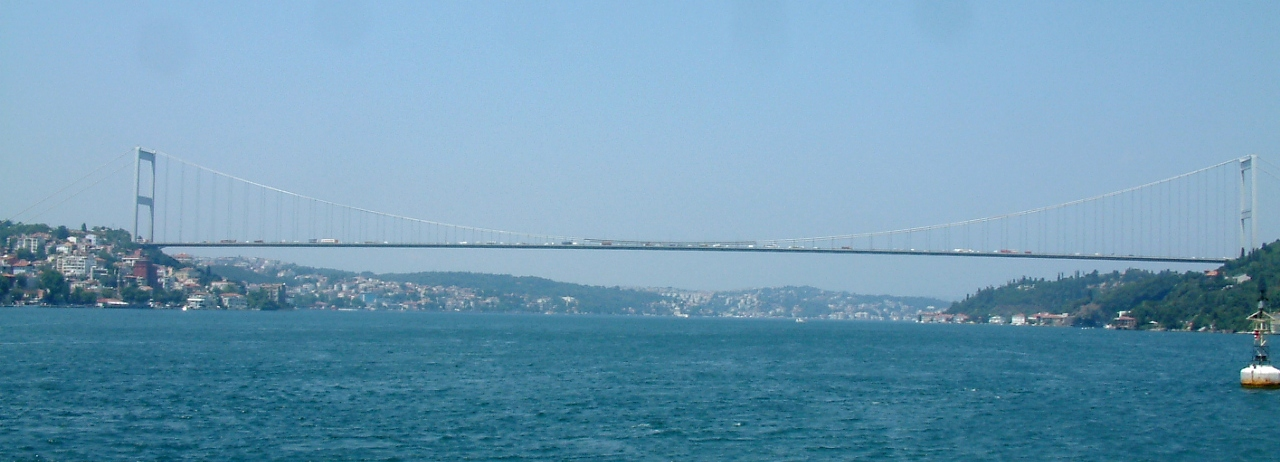
Fatih Sultan Mehmetbrug

Na de grens bij Tamu komt de AH1 voor de eerste maal India binnen. Daar gaat de weg met een omweg via de noordelijker gelegen steden Dimapur en Jorabat (van waaruit een zijweg loopt naar Guwahati, die ook bij de AH1 hoort) naar de stad Shillong. Vanaf Shillong gaat de weg weer naar het zuiden, naar de grens met Bangladesh. Na het passeren van de grens komt de AH2 bij de stad Sylhet, en gaat daarna naar de hoofdstad van Bangladesh, Dhaka. Bij Dhaka scheiden de wegen van de AH1 en de AH2 zich weer. De AH1 gaat verder in zuidwestelijke richting, terwijl de AH2 naar het noordwesten gaat.
De AH1 gaat dus naar het zuidwesten, via de stad Jessore komt de weg aan in Bangaon. Bangaon is een grensstad aan de Indiase zijde van de grens. De weg is dus voor de tweede maal India binnengekomen. Eerst gaat de route dan kort naar het zuidwesten, naar de stad Calcutta. Daarna volgt de weg een rechte lijn van Calcutta naar New Delhi, waarbij onder andere de steden Barhi, Kanpur en Agra worden gepasseerd. Vanaf New Delhi is er weer een traject dat de AH1 deelt met de AH2, richting het noordoosten, naar de grens met Pakistan. Vlak voor de Pakistaanse stad Lahore gaat de AH1 de grens over. Bij Lahore splitsen de wegen van de AH1 en AH2 weer, de AH2 gaat in zuidwestelijke richting, de AH1 gaat naar het noordwesten.
Na Lahore komt de weg bij het ongeveer 275 kilometer meer naar het noordwesten gelegen Rawalpindi. Vanaf deze stad, met zo'n drie miljoen inwoners, gaat de hoofdweg verder naar het westen. Daarnaast is er een zijweg die een klein stukje naar het noorden gaat, naar de Pakistaanse hoofdstad Islamabad. De hoofdroute gaat dus naar het westen, in eerste instantie naar de stad Pesjawar. Vanaf Pesjawar gaat de weg verder naar het westen, over de Khyberpas naar Afghanistan. Daar passeert de AH1 eerst de stad Kabul, gaat de weg daarna naar het zuidwesten naar Kandahar en vervolgens weer naar het noordwesten naar Herat. Vanaf Herat gaat de weg weer naar het westen, om daar de volgende grens te passeren, die tussen Afghanistan en Iran.
In Iran aangekomen maakt de AH1 onmiddellijk een bocht naar rechts, en gaat de weg dus naar het noorden, naar de stad Mashhad. Na deze miljoenenstad gaat de route via Sabzevar en Semnan naar de hoofdstad Teheran. Via Qazvin gaat de weg dan naar Tabriz, en daarna naar de grens met Turkije. Aan Turkse kant passeert de AH1 het grensdorp Gürbulak. Hiervandaan gaat de weg in een rechte lijn via Sivas naar de Turkse hoofdstad Ankara, en daarna via Gerede naar Istanboel. Bij Istanbul gaat de weg via de Fatih Sultan Mehmetbrug over de Bosporus, en het eindpunt van de weg ligt dan bij de Turks-Bulgaarse grens. De weg gaat vervolgens verder als Europese weg 80.

## Statistieken
De totale lengte van 20 557 kilometer is als volgt verdeeld over de verschillende landen:
- Japan: 1200 kilometer
- Zuid-Korea: 500 kilometer
- Noord-Korea: 405 kilometer
- China: 4283 kilometer
- Vietnam: 2063 kilometer
- Cambodja: 575 kilometer
- Thailand: 701 kilometer
- Myanmar: 1650 kilometer
- India: 2648 kilometer
- Bangladesh: 508 kilometer
- Pakistan: 607 kilometer
- Afghanistan: 1400 kilometer
- Iran: 2103 kilometer
- Turkije: 1915 kilometer